# Priabonium
| ❮ | System          | Serie    | Stufe      | ≈ Alter (mya) |
| ❮ | später          | später   | später     | jünger        |
| - | --------------- | -------- | ---------- | ------------- |
| ❮ | P a l ä o g e n | Oligozän | Chattium   | 23,03 ⬍ 28,1  |
| ❮ | P a l ä o g e n | Oligozän | Rupelium   | 28,1 ⬍ 33,9   |
| ❮ | P a l ä o g e n | Eozän    | Priabonium | 33,9 ⬍ 38     |
| ❮ | P a l ä o g e n | Eozän    | Bartonium  | 38 ⬍ 41,3     |
| ❮ | P a l ä o g e n | Eozän    | Lutetium   | 41,3 ⬍ 47,8   |
| ❮ | P a l ä o g e n | Eozän    | Ypresium   | 47,8 ⬍ 56     |
| ❮ | P a l ä o g e n | Paläozän | Thanetium  | 56 ⬍ 59,2     |
| ❮ | P a l ä o g e n | Paläozän | Seelandium | 59,2 ⬍ 61,6   |
| ❮ | P a l ä o g e n | Paläozän | Danium     | 61,6 ⬍ 66     |
| ❮ | früher          | früher   | früher     | älter         |

Das Priabonium (im deutschen Sprachgebrauch meist verkürzt zu Priabon) ist in der Erdgeschichte die oberste chronostratigraphische Stufe des Eozäns (Paläogen). In absoluten Zahlen ausgedrückt (geochronologisch) entspricht das dem Zeitraum von etwa 38 bis etwa 33,9 Millionen Jahren. Die Stufe folgt auf das Bartonium und wird vom Rupelium, der untersten Stufe des Oligozäns abgelöst.

## Namensgebung und Geschichte
Die Stufe ist  nach der Lokalität Priabona benannt, welche zur Gemeinde Monte di Malo in der Provinz Vicenza (Italien) gehört. Stufe und Name wurden von den beiden französischen Geologen Ernest Munier-Chalmas und Albert de Lapparent 1893 vorgeschlagen.

## Definition und GSSP
Die Untergrenze der Stufe kann mit dem erstmaligen Auftreten des Dinoflagellaten Rhombodinium perforatum definiert werden und ist mit dem Beginn von Chron C 17n.3n identisch, etwas oberhalb tritt die kalkige Nannoplankton-Art Chiasmolithus oamaruensis (entspricht der Basis der Nannoplankton-Zone NP18) zum ersten Mal auf. Das Ende der Stufe wird durch das Aussterben der Foraminiferen-Gattung Hantkenina und dem Taxon Turborotalia cerroazulensis cunialensis festgelegt. Ein Referenzprofil (GSSP = Global Stratotype Section and Point) für das Priabonium wurde bisher noch nicht festgelegt, als Kandidat bietet sich aber das pelagische Profil im Valle della Contessa (Zentralitalien) an.

## Magnetostratigraphie
Wie bereits angeführt beginnt das Priabonium magnetostratigraphisch mit Chron C 17n.1n. Die Stufe umfasst anschließend die Chrons C 16, C 15 und C 13r (genauer bis C 13r.86).

## Biostratigraphie

### Planktonische Foraminiferen
Das Priabonium enthält die planktonischen Foraminiferenzonen P 15 (obere zwei Drittel), P 16 und P 17. Mit P 16 tritt das Taxon Turborotalia cerroazulensis cunialensis erstmals auf (FAD); ihr Aussterben (LAD) markiert die Obergrenze von P 17 und das Ende des Priabons. Das Taxon Globigerinatheka semiinvoluta war mit P 15 vor Beginn des Priabons erschienen.

### Kalkhaltiges Nannoplankton
Das kalkhaltige Nannoplankton ist mit den Zonen NP 17 (oberster Abschnitt), NP 18, NP 19/NP 20 und NP 21 (unteres Drittel) vertreten. Das Erstauftreten von Chiasmolithus oamaruensis definiert den Beginn von NP 18, Isthmolithus recurvus den Beginn von NP 19. Discoaster barbadiensis verschwindet am Ende von NP 20.

### Dinoflagellaten
Das Priabonium umfasst den größten Teil der Zysten-Zone D 12, deren Beginn von Rhombodinium perforatum gekennzeichnet und mit der Untergrenze des Priabons identisch ist. Die Dinoflagellatenzone D 12 wird in drei Unterzonen unterteilt (D 12a, D 12b und D 12c). D 12b beginnt mit dem Ersterscheinen von Talassisphora fenestrata, D 12c mit Talassisphora reticulata. Heteraulacacysta porosa verschwindet am Ende von D 12a und Glaphyrocysta semitecta am Ende von D 12b. Das Aussterben von Areosphaeridium michoudii ist mit dem Beginn von Chron C 15 identisch.

### Landsäugetier-Biozonen

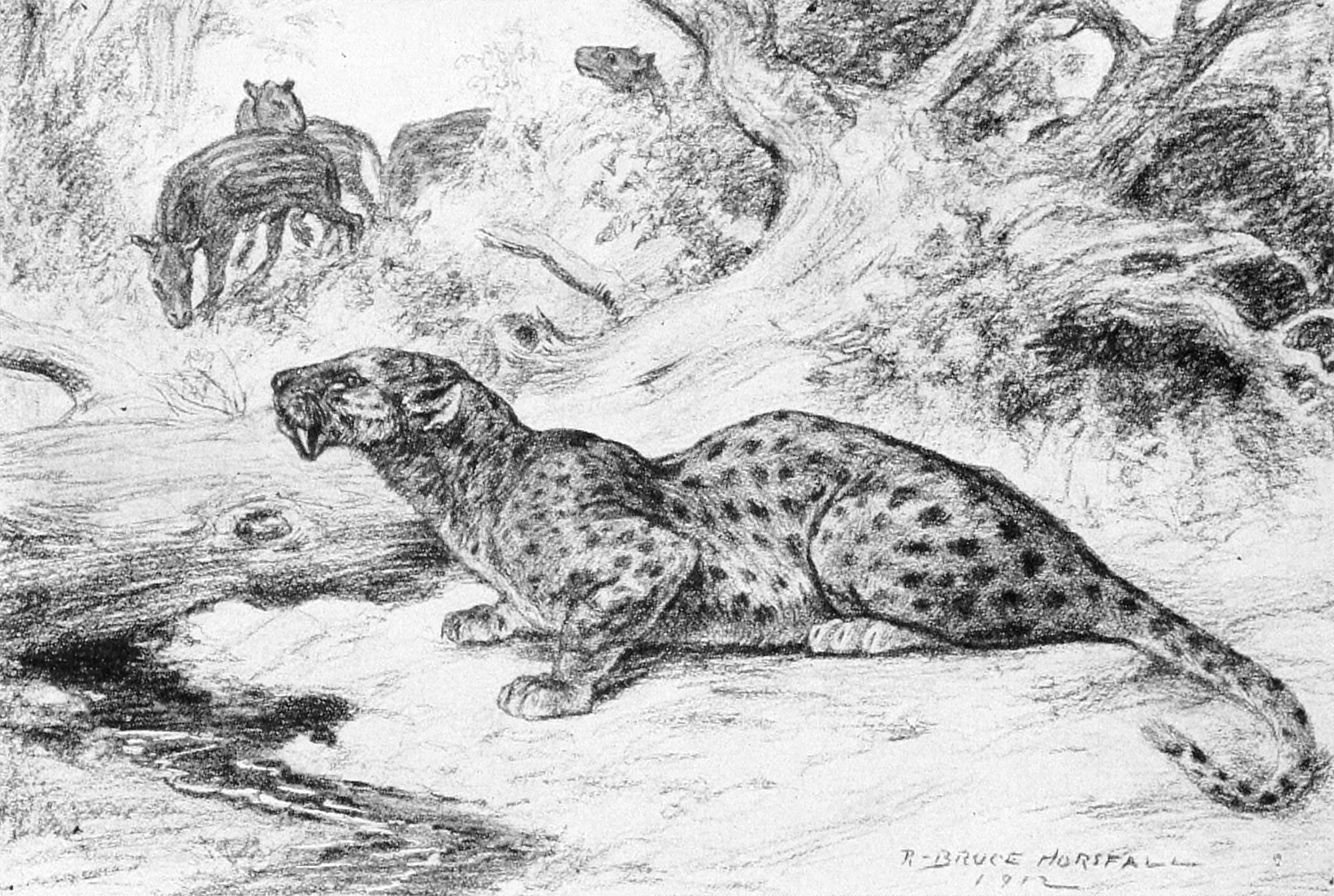
Der Nimravide Hoplophoneus aus Nordamerika

Das Priabonium umfasst, nach einzelnen Kontinenten getrennt, folgende Landsäugetier-Biozonen (Land Mammal Mega Zones):
- Europa (ELMMZ): Headonium.

Es verschwinden die Familien Xiphodontidae und Amphimerycidae sowie die Taxa  Propalaeotherium (zu Beginn des Priabons), Quercygale, Isoptychus euzetensis und die Palaeotherien Lophiotherium sowie die drei Palaeotherium-Arten P. villerealense und P. curtum und P. medium. Erstmals treten die Familien der Cricetidae und Castoridae auf sowie die Taxa Isoptychus euzetensis und Entelodon sowie vier Arten von Palaeotherium: P. magnum, P. villerealense, P. curtum und P. medium.
- Nordamerika (NALMMZ): Chadronium, unterteilt in drei Unterstufen, Chadronium 1, Chadronium 2 und Chadronium 3.

Die Familien Nyctitheriidae, Cylindrodontidae, Oromerycidae (gegen Ende des Priabons) und die Plesiadapiformes (zu Beginn des Priabons) sterben aus. Erstmals erscheinen die Familien der Ursidae (Parictis) und der Entelodontidae (Beginn von Ch. 1), die Nimravidae und das Taxon Merycoidodon (Beginn von Ch. 2) sowie die Cricetidae und die Mustelidae (Beginn von Ch. 3).
- Südamerika (SALMMZ): Barrancium und Mustersum.
- Asien (ALMMZ): Ulangochuium und Ergilium.

## Vorkommen
Neben dem namensgebenden Vorkommen in Norditalien (tiefmariner Bereich) tritt das Priabonium in folgenden Sedimentationsräumen auf (jeweils geordnet vom Hangenden zum Liegenden):
- Hampshire-Becken in Südengland: Bouldnor-Formation, Bembridge-Limestone-Formation und Headon-Hill-Formation.
- Belgisches Becken: Wemmel-Gruppe mit Assche-Formation (Tone) und Wemmel-Formation (Sande) sowie im Liegenden das Lédien mit der Lede-Formation (Sande).
- Pariser Becken: unterteilt in Ludien im Hangenden mit den Gypses du Montmartre und in das unterlagernde Auversien mit dem Calcaire de Saint Ouen und den Sables de Beauchamp.
- Niederrheinische Bucht: Ratheim-Schichten.
- Norddeutsche Tiefebene: Schönewalde-Formation.
- Oberrheintal: Pechelbronn-Gruppe, darunter die Dolomitmergelzone und der Melanienkalk.
- Nordalpine Molassevortiefe: Lithothamnienkalk und darunter der Basissandstein, beide verzahnt mit dem Ampfing-Sandstein.
- Wiener Becken: Schlier (Unterster Abschnitt).
- Helvetikum: Globigerinenmergel. In der Schweiz Dachschiefergruppe und Altdorfer Sandstein, Taveyannazsandstein, Stadschiefer und Hohgantsandstein. In Oberbayern tritt der Stockletten und der Granitmarmor an die Stelle des Schweizer Stadschiefers und Hohgantsandsteins.
- Unterinntal: Häringer Schichten.
- Oberitalien: Priabonaschichten, Promina-Schichten und Roncà-Schichten.
- Ägypten: Mokattam-Formation.
- Indien: Tapti-Formation.